# 維管束形成層
維管束形成層（いかんそくけいせいそう、英: vascular cambium）し、活発に分裂活動を行う細胞層から成る側方分裂組織 (lateral meristem) である。単に形成層と呼ばれることが多い。

## 解説
通常は、茎や根の維管束に存在する。また、他の側方分裂組織としては、樹皮を形成するコルク形成層が知られている。
双子葉植物や裸子植物の茎や根では通常、維管束が環状に規則正しく配置されており、形成層が維管束間を繋ぐように伸びているため、維管束形成層は環状の層をなしている。一方、単子葉植物では維管束が散在しているため、層としては存在しない。
維管束形成層には主に二種類の細胞が含まれる。軸の方向に長く延びた紡錘形始原細胞 (fusiform initials) と、それよりも比較的短い放射組織始原細胞 (ray initials) である。これらの細胞から、通常、内側に二次木部、外側に二次師部が生成される。また、茎頂や根端に存在する一次分裂組織 (primary meristem) とは異なり、維管束形成層は分化が不完全であった胚細胞から生じる組織であると考えられている。